# John Adam Thomson

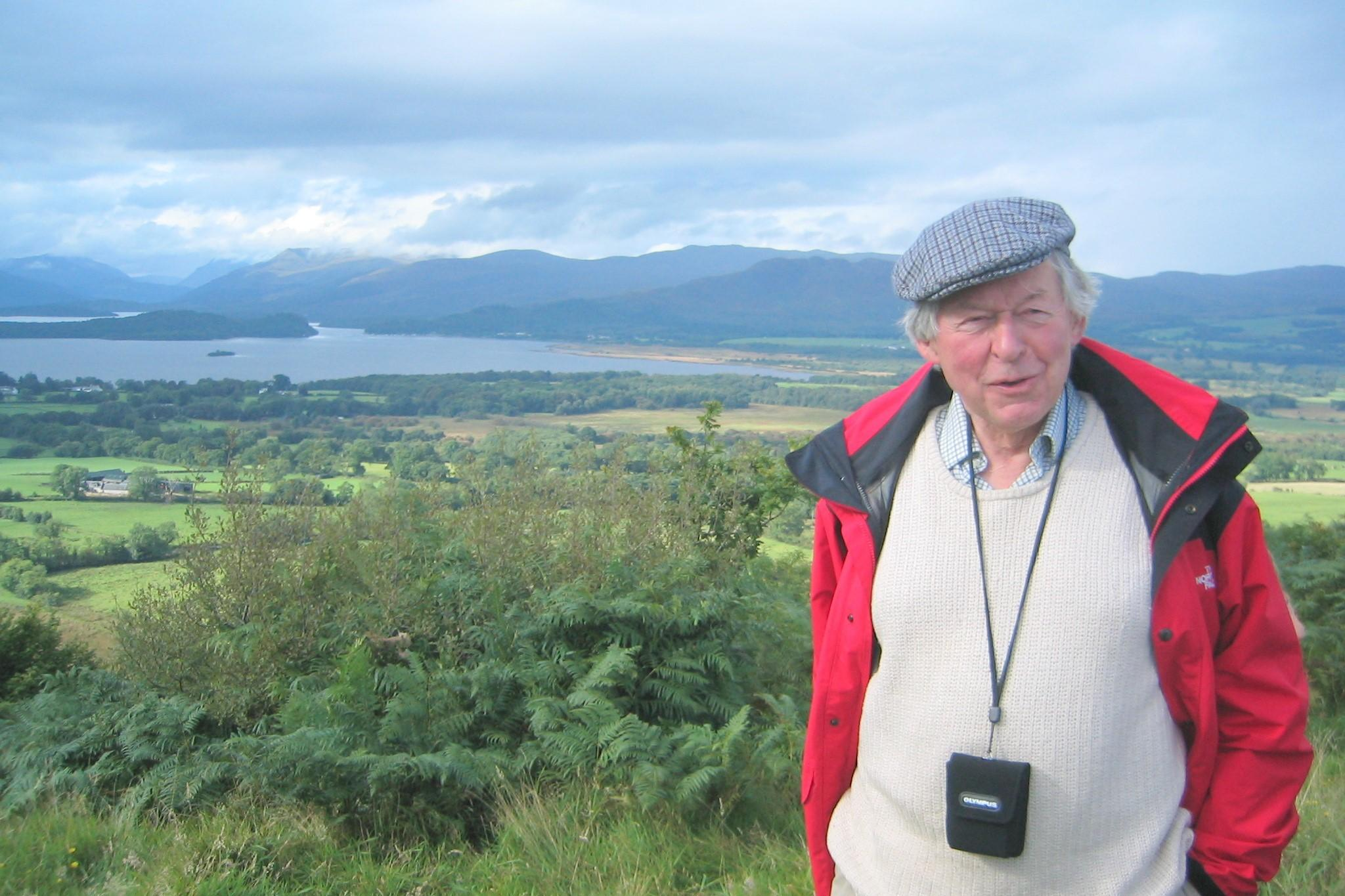
Sir John Adam Thomson

Sir John Adam Thomson, GCMG (* 27. April 1927; † 3. Juni 2018) war ein britischer Diplomat und Regierungsbeamter, der unter anderem von 1977 bis 1982 Hochkommissar in Indien sowie zwischen 1982 und 1987 Ständiger Vertreter des Vereinigten Königreichs bei den Vereinten Nationen war.

## Leben

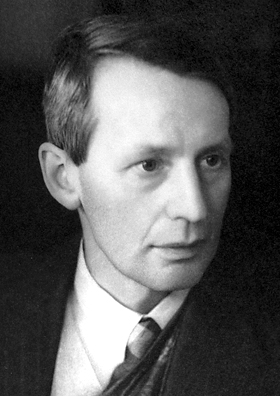
John Adam Thomson war eines von vier Kindern des Physikers und Nobelpreisträgers Sir George Paget Thomson.

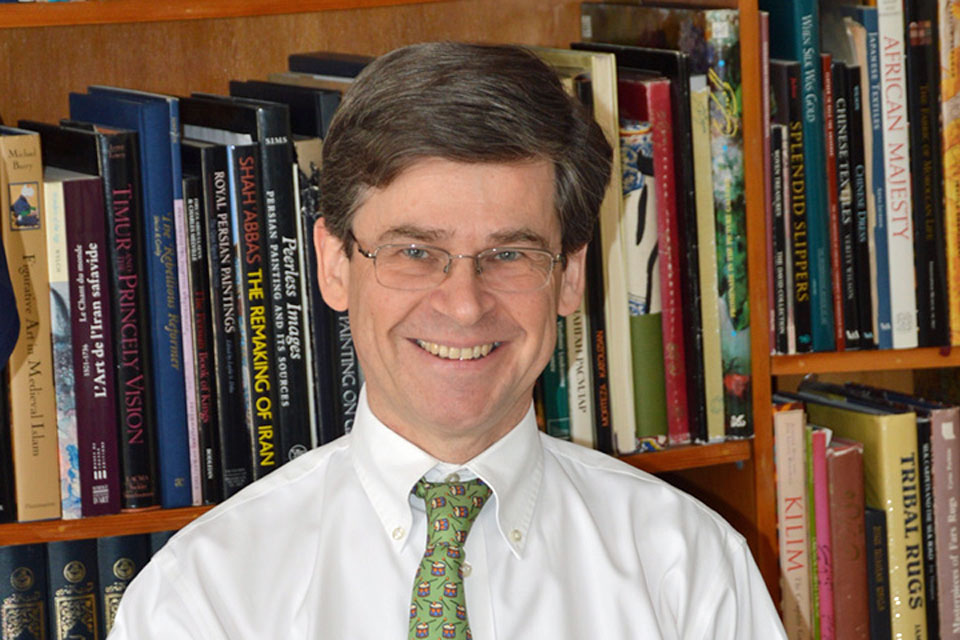
Der Sohn von Sir John Adam Thomson ist der Diplomat Adam McClure Thomson.

John Adam Thomson war eines von vier Kindern des Physikers und Nobelpreisträgers Sir George Paget Thomson (1892–1975), der von 1952 bis 1962 Master des Corpus Christi College der University of Cambridge war, und dessen Ehefrau Isabel Kathleen Buchanan Smith (1900–1941). Sein Großvater väterlicherseits war Sir Joseph John Thomson (1856–1940), der ebenfalls Physiker und Nobelpreisträger war, während sein Großvater mütterlicherseits der schottische Theologe Sir George Adam Smith (1856–1942) war, der von 1909 bis 1935 als Principal der University of Aberdeen fungierte.
Er selbst absolvierte nach dem Besuch der Phillips Exeter Academy in Exeter ein Studium an der University of Aberdeen und dem Trinity College der University of Cambridge, welches er mit einem Master of Arts (MA) beendete. 1950 trat er in den diplomatischen Dienst (His Majesty’s Diplomatic Service) ein und fand in den folgenden Jahren zahlreiche Verwendungen an Auslandsvertretungen sowie im Außenministerium. 
Nachdem er zwischen 1966 und 1968 Leiter des Planungsstabes des Außenministeriums (Head of Planning Staff, Foreign Office) war, fungierte er von 1968 bis 1971 als Leiter der Unterabteilung Beurteilungswesen im Kabinettsamt (Assistant Under-Secretary (Assessments Staff), Cabinet Office). Für seine Verdienste wurde er 1972 zum Companion des Order of St Michael and St George (CMG) ernannt und war daraufhin zwischen 1972 und 1973 stellvertreter Ständiger Vertreter bei der NATO und damit Stellvertreter des Ständigen Vertreters des Vereinigten Königreichs bei der NATO, Sir Edward Peck. Danach war er für kurze Zeit Leiter der Delegation bei den MBFR-Verhandlungen für beiderseitige und ausgewogene Truppenverminderungen (Mutual and Balanced Force Reductions), den am 30. Oktober 1973 in der Hofburg in Wien begonnenen „Verhandlungen über die gegenseitige Verminderung von Streitkräften und Rüstungen und damit zusammenhängende Maßnahmen in Europa“, die parallel zur Konferenz für Sicherheit und Zusammenarbeit in Europa in Helsinki stattfanden, wo die (besonders strittigen) Rüstungsfragen ausgeklammert waren. Nachdem kurz darauf 1973 Sir Clive Rose neuer Leiter der Delegation bei den MBFR-Verhandlungen wurde, übernahm er wiederum im Außenministerium von 1973 bis 1976 den Posten als Leiter der Unterabteilung Verteidigung und Nachrichtendienste (Assistant Under-Secretary for Foreign and Commonwealth Affairs (Defence and Intelligence)).
1977 wurde Thomson zum Hochkommissar in Indien ernannt und übergab dort als Nachfolger von Sir Michael Walker seine Akkreditierung. Er verblieb auf diesem Posten bis 1982 und wurde daraufhin von Sir Robert Wade-Gery abgelöst. Am 31. Dezember 1977 wurde er für seine Verdienste im Rahmen der sogenannten „New Year Honours“ als Knight Commander des Order of St Michael and St George (KCMG) geadelt, so dass er fortan das Prädikat „Sir“ führte. Zuletzt wurde Sir John Adam Thomson 1982 Ständiger Vertreter des Vereinigten Königreichs bei den Vereinten Nationen in New York City, wo er die Nachfolge von Sir Anthony Derrick Parsons antrat. Er hatte dieses Amt bis zu seinem Eintritt in den Ruhestand 1987 inne, woraufhin Sir Crispin Tickell seine dortige Nachfolge antrat. Im Rahmen der Birthday Honours wurde er am 15. Juni 1985 zum Knight Grand Cross des Order of St Michael and St George (GCMG) erhoben.
Nach seinem Eintritt in den Ruhestand war er zwischen 1987 und 1991 Lehrbeauftragter des Nuffield College der University of Oxford und engagierte sich von 1991 bis 1999 als Vorsitzender der Minority Rights Group International (MRG), eine 1969 in London gegründete Organisation zur Sicherung Rechte ethnischer, nationaler, religiöser, sprachlicher Minderheiten und indigener Völker auf der ganzen Welt.
Er ist der Vater des Diplomaten Sir Adam McClure Thomson (* 1955), der unter anderem zwischen 2010 und 2014 Hochkommissar in Pakistan sowie von 2014 bis 2016 Ständiger Vertreter des Vereinigten Königreichs bei der NATO war.

## Veröffentlichung
- Crusader Castles. Mitautor Robin Fedden, Murray, 1957, ISBN 0-719-5-04236.